# Børne- og Ungdomsorganisationernes Landssamråd
Børne- og Ungdomsorganisationernes Landssamråd, i daglig tale Landssamrådet eller Samrådet, er et politisk samarbejde og netværk mellem syv idébestemte børne- og ungdomsorganisationer. Tilsammen har Landssamrådet cirka 100.000 medlemmer, 1600 lokalforeninger og 65 lokale samråd, der alle gør en forskel for børn og unge. Landssamrådet gør sin indflydelse gældende i blandt andet Dansk Ungdoms Fællesråd, DUF, hvor man sidder samlet som repæsentation i blandt andet hovedbestyrelsen.
Landssamrådets kontor er placeret hos KFUM og KFUK i Danmark.

## Samrådsorganisationerne
- Danske Baptisters Spejderkorps
- Det Danske Spejderkorps, DDS
- DUI-LEG og VIRKE
- Frivilligt Drenge- og Pige-Forbund, FDF
- De grønne pigespejdere
- KFUM-Spejderne i Danmark
- KFUM og KFUK i Danmark

## Formålet med lokale samråd
Hovedidéen med de lokale Samråd er at fremme samarbejdet mellem de organisationer, der er med. Der er en hel del områder, som enhederne ikke behøver at bruge tid og kræfter på hver for sig.
Det lokale Samråd er bl.a. med til:
- At tage politiske initiativer til gavn for organisationerne gennem fælles optræden f.eks. overfor kommunen. På den måde signaleres det også, at samrådsorganisationerne er en gruppe, som taler sammen indbyrdes, og står sammen udadtil.

- At følge udviklingen i kommunen og sørge for, at enhederne orienteres om relevant lovgivning, tilskudsmuligheder, lokalplaner m.v.

- At finde personer (sammen med andre organisationer) til f.eks. Folkeoplysningsudvalget

- At bygge bro over forskellighederne i de enkelte BUS-organisationer og Ungdomsfællesråd, så der skabes større forståelse blandt de involverede for værdierne i de andre idébestemte børne- og ungdomsorganisationer. Det kan gøres på mange måder bl.a. ved fælleskorpslige arrangementer eller fælles PR-arbejde.

Ved oprettelse af et lokalt samråd skal repræsenterede samrådsorganisationer i kommunen deltage med mindst 1 og helst 2 repræsentanter. Der er mulighed for at lukke op for andre end de 7 medlemsorganisationer. Eksempelvis har flere lokale samråd deltagelse fra De gule spejdere og Sct. Georgs Gilderne.
Find de lokale samråd her: http://samraadet.dk/lokale-samraad/find-samraad/